# Rio Brezuţa
O Rio Brezuţa é um rio da Romênia afluente do Rio Bistriţa, localizado no distrito de Suceava.